# Henry Percy, 2:e earl av Northumberland
Henry Percy, 2:e earl av Northumberland, född 3 februari 1392 /1393, död 22 maj 1455, var son till Harry Hotspur och hans hustru Elizabeth Mortimer, dotter till Edmund Mortimer, 3:e earl av March och Filippa Plantagenet.

## Biografi
Henry Percy återfick 1416 av Henrik V av England farfadern Henry Percy, 1:e earl av Northumberlands titlar och gods. Han var lojal mot Henrik V till hans död 31 augusti 1422. Henrik V efterträddes av sin ettårige son Henrik VI. Percy satt i förmyndarregeringen under de första åren av hans regeringstid.
Percy blev senare inblandad i Rosornas krig vilket försatte honom i en knepig situation. Han var skyldig lojalitet till Huset Lancaster men var kusin med Anne Mortimer och släkt med hennes son Rikard, hertig av York, huvudman för Huset York. 22 maj 1455 stred Percy på den lancastriska sidan i det första slaget vid St Albans, krigens första slag. Han hörde till de stupade. 

## Äktenskap och barn
Percy gifte sig med Eleanor Neville, dotter till Ralph Neville, 1:e earl av Westmorland och hans andra hustru Joan Beaufort. Bland hennes syskon fanns Rikard Neville, 5:e earl av Salisbury och Cecily Neville.
De fick två barn:
- Henry Percy, 3:e earl av Northumberland (25 juli 1421 - 29 mars 1461).
- Katherine Percy, g.m Edmund Grey.